# Palaeohyphantes simplicipalpis
Palaeohyphantes simplicipalpis is een spinnensoort in de taxonomische indeling van de hangmatspinnen (Linyphiidae).
Het dier behoort tot het geslacht Palaeohyphantes. De wetenschappelijke naam van de soort werd voor het eerst geldig gepubliceerd in 1976 door Jörg Wunderlich.